# Micro-région de Tab
La micro-région de Tab (en hongrois : tabi kistérség) est une micro-région statistique hongroise rassemblant plusieurs localités autour de Tab.